# 시모아리스촌
시모아리스촌(下有住村)은 이와테현 게센군에 설치되었던 촌이다. 현재의 스미타정에 해당한다.